# ERG28
ERG28 (англ. Ergosterol biosynthesis 28 homolog) – білок, який кодується однойменним геном, розташованим у людей на короткому плечі 14-ї хромосоми. Довжина поліпептидного ланцюга білка становить 140 амінокислот, а молекулярна маса — 15 864.
| 10         |  | 20         |  | 30         |  | 40         |  | 50         |
| ---------- |  | ---------- |  | ---------- |  | ---------- |  | ---------- |
| MSRFLNVLRS |  | WLVMVSIIAM |  | GNTLQSFRDH |  | TFLYEKLYTG |  | KPNLVNGLQA |
| RTFGIWTLLS |  | SVIRCLCAID |  | IHNKTLYHIT |  | LWTFLLALGH |  | FLSELFVYGT |
| AAPTIGVLAP |  | LMVASFSILG |  | MLVGLRYLEV |  | EPVSRQKKRN |  |            |

A: Аланін

C: Цистеїн

D: Аспарагінова кислота

E: Глутамінова кислота

F: Фенілаланін

G: Гліцин

H: Гістидин

I: Ізолейцин

K: Лізин

L: Лейцин

M: Метіонін

N: Аспарагін

P: Пролін

Q: Глутамін

R: Аргінін

S: Серин

T: Треонін

V: Валін

W: Триптофан

Задіяний у таких біологічних процесах, як метаболізм ліпідів, метаболізм стероїдів, метаболізм стеролів, біосинтез ліпідів, біосинтез стероїдів, біосинтез стеролів. 
Локалізований у мембрані, ендоплазматичному ретикулумі.